# Árpád Lengyel
Árpád Lengyel   (Kaposvár, 11 d'abril de 1915 - Nova Jersey, 30 d'abril de 1993) fou un nedador hongarès que va competir durant la dècada de 1930.
El 1936 va prendre part en els Jocs Olímpics d'Estiu de Berlín, on va disputar tres proves del programa de natació. Va guanyar la medalla de bronze en els 4x200 metres lliures, formant equip amb Oszkár Abay-Nemes, Ödön Gróf i Ferenc Csík, mentre en els 400 metres lliures i 100 metres esquena quedà eliminat en sèries.
En el seu palmarès també destaquen una medalla d'or en els 4x200 metres lliures al Campionat d'Europa de natació de 1934 i una de bronze en els 100 metres esquena al de 1938.
Guanyà disset campionats nacionals i set campionats mundials universitaris entre moltes altres victòries.